# کانازاوا، ایشیکاوا
کانازاوا (به ژاپنی: 金沢市) یکی از شهرهای ژاپن است.

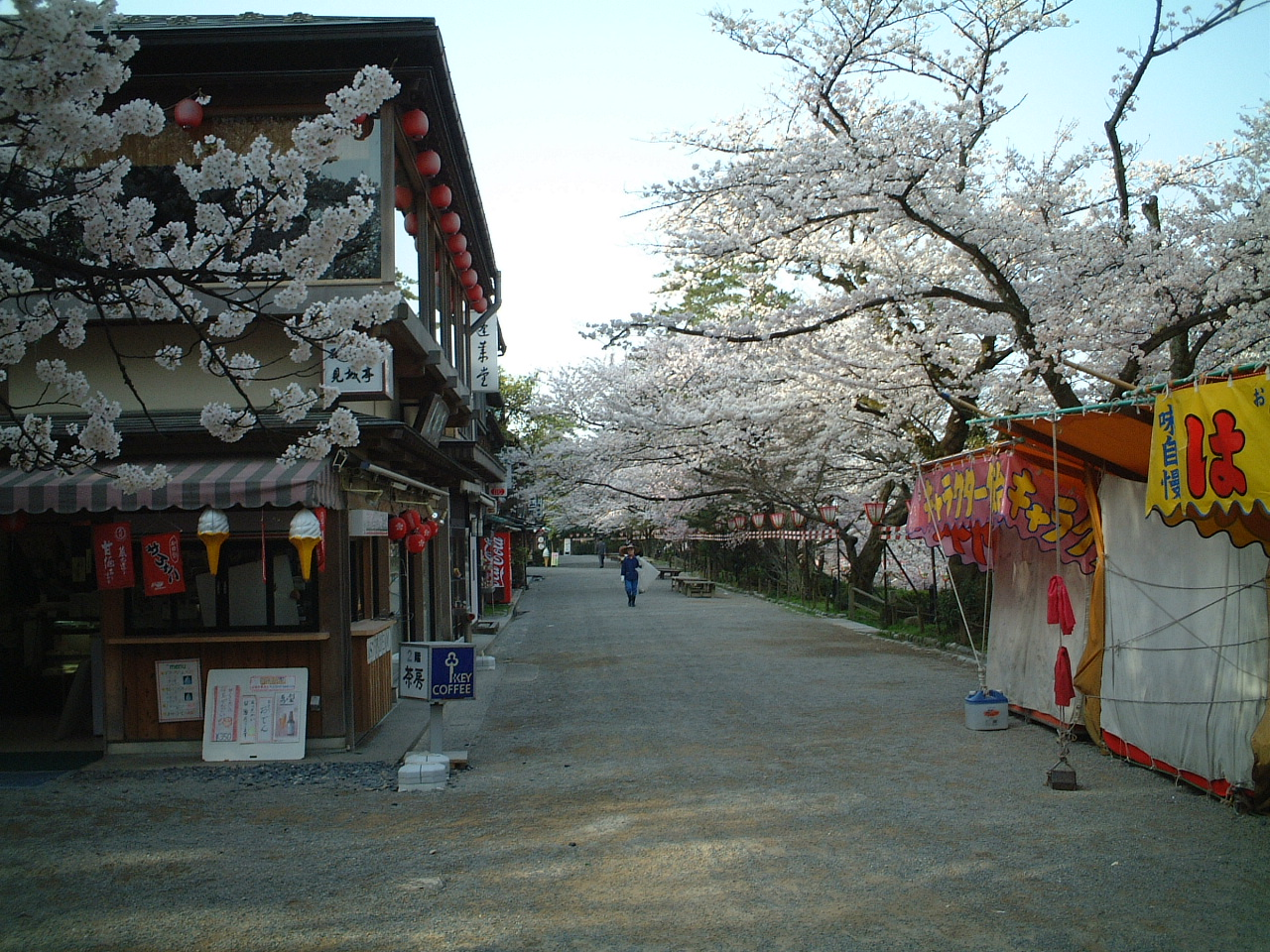
شکوفه‌های گیلاس در اطراف باغ کنروکو-ان، کانازاوا.

این شهر مرکز استان ایشیکاوا است و در ۱ مارس ۲۰۰۸ جمعیت آن برابر با ۴۵۵٬۵۰۷ نفر بود. مساحت این شهر ۴۶۷٬۷۷ کیلومتر مربع است. 
شهر کانازاوا از ۱ آوریل ۱۹۹۶ به عنوان یکی از شهرهای هسته (中核市، تلفظ: چوکاکو-شی) در ژاپن به رسمیت شناخته شده‌است.